# Кірєєв Олександр Іванович
Олекса́ндр Іва́нович Кірє́єв  (нар. 21 серпня 1956, місто Київ) — український державний службовець. Ексголова Державної податкової адміністрації України (2005–2006) та колишній генеральний директор Банкнотно-монетного двору НБУ (березень 2009 — листопад 2012). Головний державний радник податкової служби (з березня 2005). Доцент Київського національного торговельно-економічного університету.

## Освіта
Київський інститут народного господарства, фінансово-економічний факультет (1977). Кандидатська дисертація «Реформування бухгалтерського обліку та звітності комерційних банків України на основі впровадження міжнародних стандартів бухгалтерського обліку» (Тернопільська академія народного господарства, 1998). Кандидат економічних наук (1999), доцент (2004).
Автор (співавтор) понад 30 наукових праць з проблем оподаткування та банківської справи.[джерело?]

## Трудова діяльність
- Вересень 1973 — червень 1977 — студент Київського інституту народного господарства.
- Серпень — жовтень 1977 — старший економіст Українського республіканської контори Держбанку.
- Листопад 1977 — квітень 1979 — служба в армії.
- Травень 1979 — грудень 1987 — старший економіст, провідний економіст, начальник відділу Українського республіканського контора Держбанку СРСР.
- Січень 1988 — листопад 1990 — начальник відділу планово-економічного управління Українського республіканського банку Агропромбанку СРСР.
- Листопад 1990 — березень 1993 — начальник відділу маркетингу, начальник управління маркетингу та нових методів роботи Акціонерного агропромислового банку «Україна».
- Березень 1993 — лютий 2000 — заступник голови правління Національного банку України[2].
- 9 лютого 2000[3] — 9 червня 2001[4] — Голова Державного казначейства України.
- Серпень — жовтень 2001 — директор департаменту міжнародних зв'язків, жовтень 2001 — січень 2003 — директор генерального департаменту банківського нагляду, січень — травень 2003 — керівник групи з організації науково-дослідного інституту, травень 2003 — березень 2005 — директор Центру наукових досліджень НБУ.

Член правління НБУ (березень 1993 — лютий 2000, жовтень 2001 — січень 2003).
3 березня 2005 — 10 серпня 2006 — Голова Державної податкової адміністрації України. З вересня 2006 — виконавчий директор — директор Дирекції з банківського регулювання та нагляду НБУ.

## Родина
Батько Іван Васильович (1911–1979), мати Дар'я Марківна (1918–1992). Дружина Наталія Володимирівна (1956). Дочки Катерина (1978) і Олена (1984).

## Нагороди, державні ранги
Державний службовець 1-го рангу (з квітня 2000).
Заслужений економіст України (1998).